# Michael Fusek
Michael Fusek (5 giugno 1995) è un cestista slovacco.

## Palmarès
- Campionato slovacco: 1

Inter Bratislava: 2018-2019